# N10 (Burkina Faso)
Die N10 ist eine Fernstraße in Burkina Faso und verbindet die zweitgrößte Stadt Bobo-Dioulasso mit Ouahigouya, Hauptstadt der Region Nord. Sie war mit 360 Kilometern bis zur Verlängerung der N4 zur Grenze nach Niger die längste Straße im Land.
Das gesamte Gelände ist flach. Die Straße ist von Bobo-Dioulasso bis Dédougou asphaltiert. Ab Dedougou ist es eine unbefestigte Straße aus Sand. Sie ist eine wichtige Verbindung zwischen der zweitgrößten und der viertgrößten Stadt Burkina Fasos, gehört aber nicht zum Kernnetz. Daher ist nur knapp die Hälfte der Straße asphaltiert.
Einige Kilometer hinter Bobo-Dioulasso und kurz vor Dédougou befindet sich jeweils eine Mautstelle.